# Uliczny jastrząb
Treść tego artykułu może nie być zgodna z zasadami neutralnego punktu widzenia.
Dokładniejsze informacje o tym, co należy poprawić, być może znajdują się w dyskusji tego artykułu.
 Po wyeliminowaniu niedoskonałości należy usunąć szablon [[Szablon:Dopracować|]] z tego artykułu.
Street Hawk – krótkoterminowy serial telewizyjny wyświetlany w 1985 roku na kanale ABC. Trwał jeden sezon i powstało zaledwie 13 odcinków. Serial opowiada o przygodach policjanta Jesse Macha (Rex Smith), który zostaje zwerbowany do testu ściśle tajnego rządowego projektu "Street Hawk". Tytułowy "Uliczny Jastrząb" to supernowoczesny i superszybki motocykl mający pomóc w walce z przestępczością na ulicach. Jesse podejmuje współpracę z naukowcem-technikiem Normanem Tuttle (Joe Regalbuto), zaangażowanym w projekt twórcą motocykla. Jesse przemierza ulice Los Angeles na motocyklu, podczas gdy Norman wspiera go w centrum dowodzenia. Wspólnie podejmują walkę z nikczemnością i złem.
Street Hawk miał swój debiut 4 stycznia 1985 roku na kanale ABC o 21.00 czasu wschodniego i utrzymał się do 16 maja 1985.  Inne seriale z supermaszynami, jak Airwolf lub Knight Rider (Nieustraszony), miały już swoich widzów i nie było wolnego miejsca dla Street Hawka. Serial znalazł jednak zagorzałych fanów, którzy pamiętają go po latach pomimo tego, że składa się z niewiele ponad pół sezonu.
W Street Hawk wystąpiło gościnnie wielu popularnych dziś aktorów, którzy wówczas nie byli znani. W pilotażowym odcinku główny czarny charakter odgrywany był przez Christophera Lloyda, znanego jest z serii filmów "Powrót do przyszłości". W pilocie wystąpił również Robert Beltran, kojarzony z rolą w "Star Trek: Voyager". W drugim odcinku serialu, "A Second Self", Kevina Stalkera, najlepszego przyjaciela Jessie’ego, zagrał młody George Clooney, znany z serialu "Ostry Dyżur" i wielu filmów.
Charakterystyczny motyw muzyczny do serialu skomponowany został przez Tangerine Dream, znany niemiecki zespół rockowy grający muzykę elektroniczną. Zmodyfikowaną wersję utworu (pojawia się w odcinku pilotowym, w scenie pierwszej jazdy motocyklem) można odnaleźć na ich albumie "Le Parc", nosi tytuł "Le Parc (L.A. – Streethawk)".
W Polsce Street Hawk był kilkakrotnie emitowany na antenie Telewizji Polsat pod tytułem "Jastrząb Atakuje". Pilotowy epizod serialu został również wydany w Polsce na kasecie VHS pod tytułem "Uliczny Jastrząb". W Polsce serial kojarzony jest również pod tytułem "Jastrząb Ulicy".

## Motocykl
Motocykl Street Hawk w odcinku pilotowym oparty był na motocyklu Honda XL500 z 1983 roku. Motocykle użyte w całym serialu oparte były na Hondzie XR500S rocznik 1984. Motocykle dla scen kaskaderskich opierały się na hondzie CR250s. Ogółem, w serialu użyto 15 motocykli. Dalsze losy 14 motocykli są nieznane. Jeden znajduje się obecnie w muzeum "Cars of the Stars Motor Museum" w Keswick (Anglia). Wcześniej został odrestaurowany przez Chrisa Bromhama, kaskadera, eksperta od skoków pracującego w serialu. Motor z pilota został stworzony przez Andrew Proberta, natomiast pozostałe motocykle odtworzył Ron Cobb wzorując się na oryginale.
Istnieją również dowody na to, że drugi motor z serialu również się zachował, lecz nie wiadomo gdzie się znajduje. Wiadomo, że ten motocykl był pokazywany na "Star Cars" w Ameryce w latach 80. lub 90.

## Lista odcinków serialuStreet Hawk
1. Street Hawk (1,5-godzinny pilot) (4 stycznia 1985)
2. A Second Self (11 stycznia 1985)
3. The Adjuster (18 stycznia 1985)
4. Vegas Run (25 stycznia 1985)
5. Dog Eat Dog (1 lutego 1985)
6. Fire on the Wing (8 lutego 1985)
7. Chinatown Memories (15 lutego 1985)
8. The Unsinkable 453 (22 lutego 1985)
9. Hot Target (1 marca 1985)
10. Murder is a Novel Idea (8 marca 1985)
11. The Arabian (2 maja 1985)
12. Female of the Species (a.k.a. The Assassin) (9 maja 1985)
13. Follow the Yellow Gold Road (16 maja 1985)